# Missahoe
Missahoe (Missahohé)  ist eine Ortschaft im heutigen Togo, die um die deutsche Kolonialstation Misahöhe entstanden ist.

## Geographische Lage
Die ehemalige Station und der herum entstandene Ort lagen aufgrund der nach dem Ersten Weltkrieg erfolgten Teilung der deutschen Kolonie Togo im französischen Mandatsteil, aus dem (im Wesentlichen) 1960 die Republik Togo hervorging.

## Geschichte der Station Misahöhe

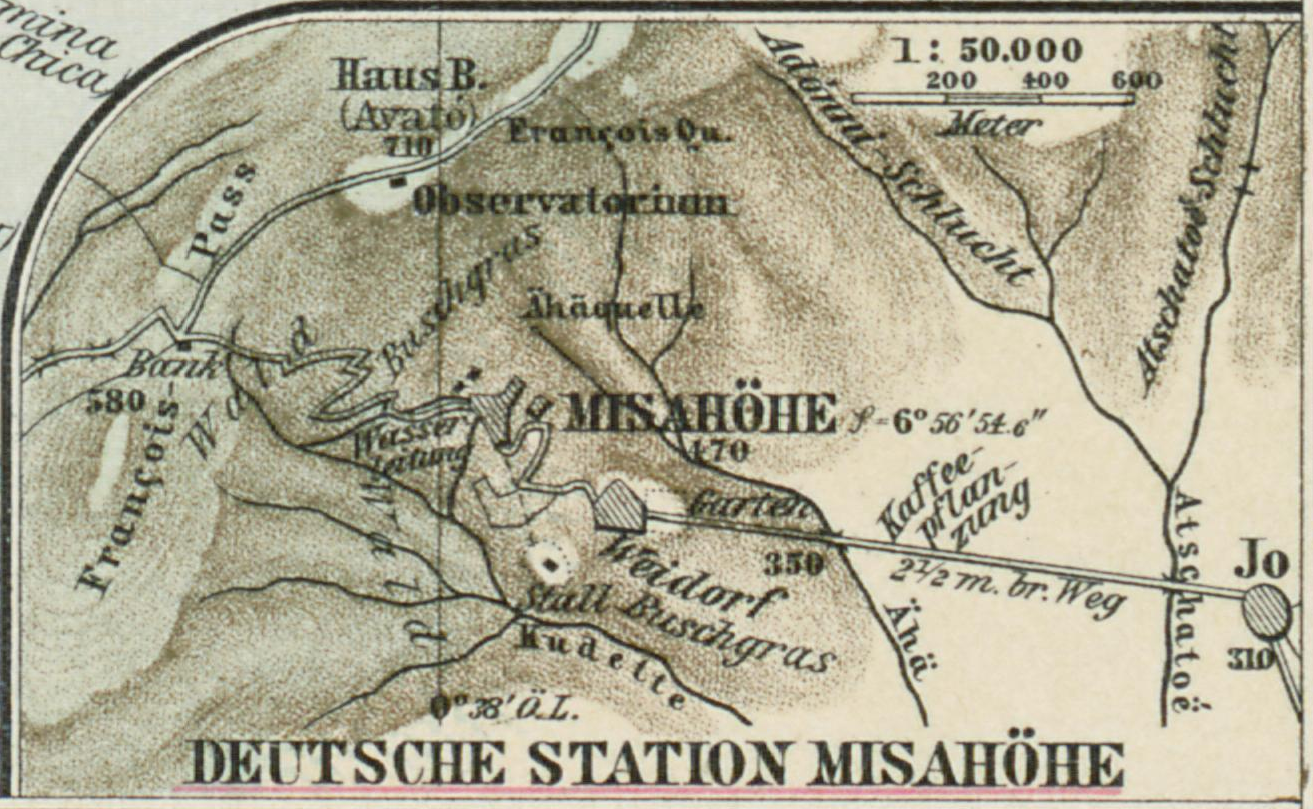
Plan der Station aus dem Jahr 1897.

Die Station Misahöhe kurz vor 1910, im Hintergrund der Mont Agou

Misahöhe wurde 1890 auf Betreiben des Kaiserlichen „Kommissars für Togoland“ (offizieller Titel 1885–1893) Jesko von Puttkamer vom damaligen Hauptmann Herold „5 Tagesmärsche von Lomé“ in der Agome-Region nahe Kpalimé am einzigen über die Togogebirgskette führenden Pass (von den damaligen Deutschen „Françoispass“ genannt) gegründet. Gleichzeitig war die Station einer der acht Bezirke, in die die Kolonie eingeteilt war. Von Puttkamer hatte die Station nach seiner ehemaligen Geliebten Mária Esterházy de Galántha (1859–1926), genannt Misa, benannt. 
Die Station Misahöhe war offiziell eine Forschungsstation, die auch aus dem wissenschaftlichen Forschungszwecken dienenden „Afrikafonds“ der Regierung des Deutschen Reiches finanziert wurde. Tatsächlich diente die Station kolonialpolitischen Zwecken. Misahöhe lag in einem damals zwischen Großbritannien und Deutschland umstrittenen Gebiet. Durch die Stationsgründung bekräftigten die Deutschen ihren kolonialen Anspruch. Weiterhin sollte von hier aus der Teil des innerafrikanischen Fernhandels, der von der Stadt Kete Krachi über einen nahegelegenen Pass am britischen Gebiet vorbei Richtung Lomé auf deutsches Gebiet führte, kontrolliert und diese Route gefördert werden. Einer der Stationschefs von Misahöhe, der auch gleichzeitig als Bezirksamtmann amtierte, war im Zeitraum von (nach?) 1899 bis 1914 Hans Gruner.

## Missahohé heute

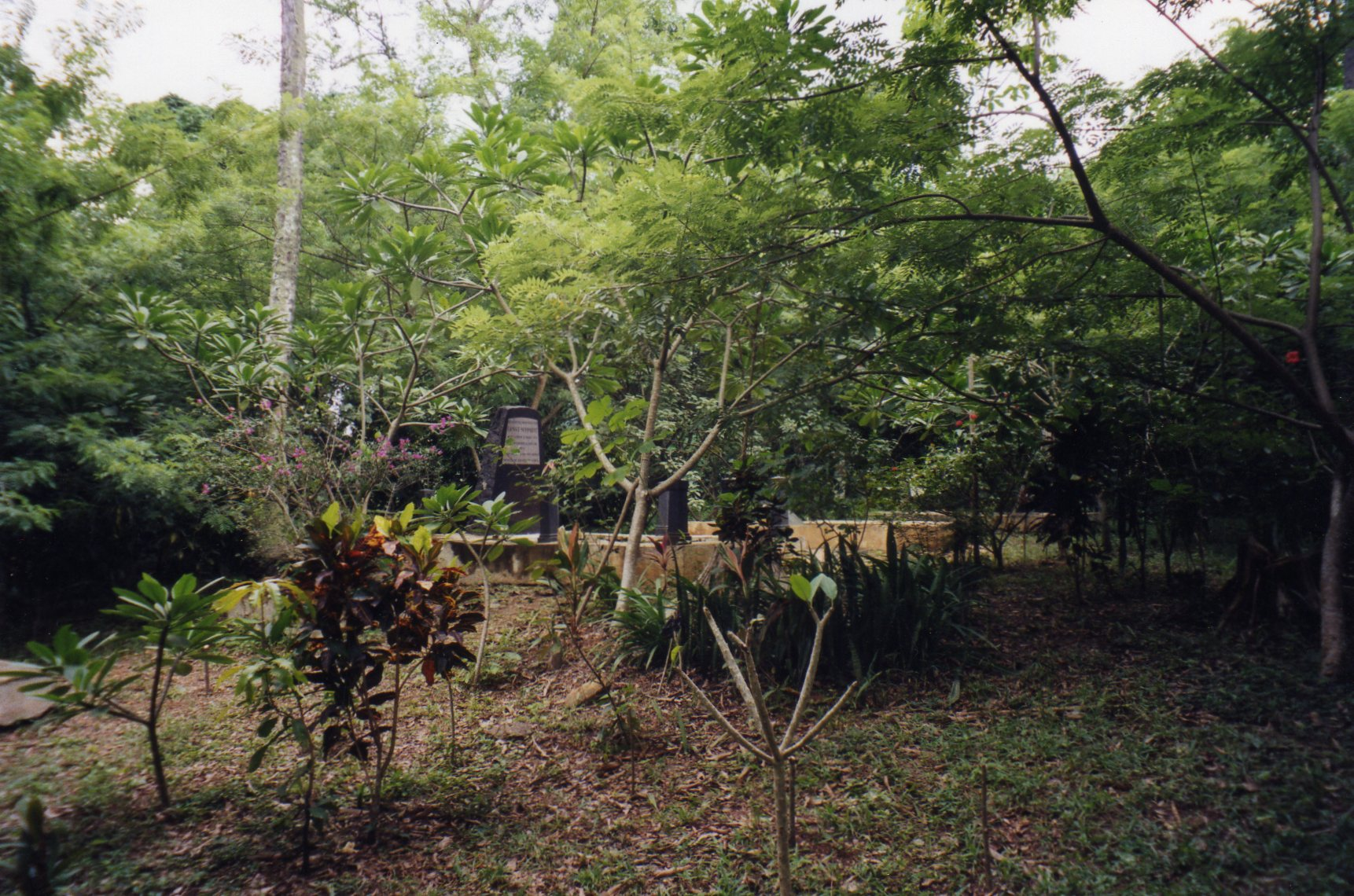
Deutscher Soldatenfriedhof in Missahohé

Die Gebäude der alten Station stehen noch heute. Nahe der Station gibt es einen mitten im Wald gelegenen deutschen Soldatenfriedhof mit gut erhaltenen Grabsteinen.